# Laguna Tragadero
La laguna Tragadero es un lago de montaña del Perú situado entre los distritos de Marco y Acolla de la provincia de Jauja, departamento de Junín, a unos 3.8 km al noroeste de la ciudad de Jauja y a una altitud de 3460 m.s.n.m. La laguna se encuentra en la microcuenca del río Yanamarca (cuenta del río Mantaro) con una temperatura media de 11.9 °C y una precipitación anual de 704 mm. Ocupa una superficie de 183 ha en época de lluvia y de 165.2 ha en época seca.  
Su nombre se debe a que esta laguna tiene un efluente subterráneo que actúa como sumidero natural que regula su caudal tiene con destino desconocido y que ha hecho que personas y animales desaparecieran en sus aguas. 